# Société d'investissement à capital variable
 (novembre 2019).
Les sociétés d'investissement à capital variable (SICAV) font partie, avec les fonds communs de placement (FCP), de la famille des fonds d'investissement alternatif (FIA).
Une SICAV est une société qui a pour objectif de mettre en commun les risques et les bénéfices d'un investissement en valeurs mobilières (actions, obligations…), titres de créances négociables, repos et autres instruments financiers autorisés soit par la règlementation soit par les statuts de la SICAV. D'un point de vue juridique, les SICAV sont une personne morale. La société dispose d'un conseil d'administration et les actionnaires de la SICAV bénéficient d'un droit de vote à l'assemblée générale annuelle.
La SICAV est fondée par un établissement de crédit nommé promoteur et un dépositaire qui assume le contrôle de la régularité des décisions de gestion.

## Illustration de l'intérêt des SICAV
Le principe de la SICAV est la diversification des risques. Si on dispose d'une faible somme à investir, on est généralement réduit à se porter acquéreur d’un seul titre de société. En cas de forte baisse du titre, le portefeuille de l'investisseur va baisser dans un même ordre de grandeur.
Considérons à présent un fonds réunissant plusieurs investisseurs. L'encours à gérer est plus élevé. Il va donc être possible d'acheter plusieurs titres et donc de diversifier ses investissements pour un montant identique puisque l'investisseur dispose d'une part de ce fonds. En cas de baisse de l'un des titres composant le fonds géré, la valeur de la part de l'investisseur ne sera affectée qu'à proportion du titre dans le fonds. Finalement, la valeur du fonds géré connaîtra des variations bien moindres au regard de la valeur d'un portefeuille composé d'un seul titre.
En investissant dans une SICAV, plutôt que directement dans une valeur mobilière on a donc réduit le risque (et le potentiel de gain) de son investissement.
Néanmoins, il existe des inconvénients :
- Droits de souscriptions ;
- Frais de gestion qui peuvent parfois être élevés ;
- Les SICAV ne sont pas cotées en bourse. Le prix diffusé, ou valeur liquidative, correspond à la valeur du fonds divisé par le nombre de parts de la SICAV ajustée des frais de gestion ;
- Une souscription à cours inconnu (la valeur liquidative n'est connue que le lendemain) ;
- Il n'est possible de négocier les SICAV qu'une seule fois par jour. Aujourd'hui, les investisseurs se tournent vers les fonds négocié en bourse qui présentent les avantages des SICAV sans en présenter tous les inconvénients, notamment en termes de liquidité et de frais de gestion.

## SICAV à compartiments
Certaines SICAV proposent différents compartiments qui seront gérés de manière différente. Par exemple, l'argent de l'un des compartiments sera investi dans des actions européennes risquées tandis que l'argent d'un autre compartiment sera investi en obligations réputées plus sûres. Ce système de compartiments évite la création de trop nombreuses sociétés et la bureaucratie qui l'accompagnerait. Abusivement, le terme SICAV et fonds sont employés pour ces compartiments.